# Italoalbula pietrarojae
Italoalbula pietrarojae è un pesce osseo estinto, appartenente agli albuliformi. Visse nel Cretaceo inferiore (Albiano, circa 112 - 115 milioni di anni fa) e i suoi resti fossili sono stati ritrovati in Italia.

## Descrizione
Questo pesce era di medie dimensioni, e poteva oltrepassare i 25 centimetri di lunghezza. Il corpo era snello e fusiforme, vagamente simile a quello di una sardina. Italoalbula era caratterizzato da una bocca piccola e posta in posizione leggermente ventrale. Il canale sensoriale infraorbitale percorreva un solco nella premascella; la mascella era di dimensioni ridotte, ed era presente una sola supramaxilla. La mandibola era corta e a forma di triangolo. I denti lungo i margini delle mascelle erano piccoli, appuntiti e simili ad aghi. Il parasfenoide era dotato di una piastra dentaria allargata. I canali sensoriali sopraorbitali e mandibolari erano aperti. L'orbitosfenoide era appoggiato sul parasfenoide. La fossa temporale era piccola e diretta anteromedialmente. Il ramo ventrale del preopercolo era allungato. 

## Classificazione
Italoalbula possedeva alcune sinapomorfie (come gli archi neurali della prima vertebra preurale e della prima urale fuse insieme a formare una placca allungata, il retroarticolare fuso all'angolare e la presenza di ossicoli rostrali) tipiche degli Elopomorpha, un gruppo di pesci teleostei attualmente ancora ben rappresentato da numerose forme. In particolare, Italoalbula sembra essere un membro degli albuliformi, un ordine attualmente noto per i generi Albula e Pterothrissus; sembra che Italoalbula, con le sue mascelle corte, il muso allungato e i denti aghiformi, fosse strettamente imparentato con Albula.
Italoalbula pietrarojae venne descritto per la prima volta nel 2018, sulla base di fossili provenienti dal ben noto giacimento di Pietraroja in provincia di Benevento, e precedentemente attribuiti erroneamente alle specie Hypsospondylus bassanii e "Chanos" leopoldii (ora noto come Caeus leopoldi).